# Nkondo-Nzeko
Nkondo-Nzeko est une localité de la République démocratique du Congo, située dans la province du Bas-Congo.